# シュロスのペレキュデース
シュロスのペレキュデース (ギリシャ語: Φερεκύδης ὁ Σύριος)はギリシアのシロス島出身の紀元前6世紀に活躍した思想家である。 ペレキュデースは『ペンテミュコス』(ギリシャ語: Πεντέμυχος、「五つの奥底」の意味、別題として『ヘプタミュコス』)として知られる、ザース(ゼウス)、クトニオス(地球)、クロノス(時間)の3神の思想から派生した宇宙進化論を記した。これはヘーシオドスの神話学の思想とソクラテス以前の哲学との間の懸け橋となった。彼の著作は現存していないが、ヘレニズム時代には残存しており、その内容の一部を二次的に知ることができる。ペレキュデースは散文で哲学的瞑想を伝えた最初の作家だと言われた。William (ca. 1896)によると「アリストテレスは彼をある程度神話学の作家とみなし、他の多くの作家だけでなくプルタルコスも同様に神学者の称号を与えた」という。